# Relais 4 x 100 mètres 4 nages mixte aux Jeux olympiques d'été de 2020
Navigation
Paris 2024
Le relais 4 x 100 m 4 nages mixte est une épreuve des Jeux olympiques d'été de 2020 qui a eu lieu les 29 et 31 juillet 2021 au Centre aquatique olympique de Tokyo.

## Records
Avant cette compétition, les records dans cette discipline étaient :
| Record du monde | 3:38.41 | Chine Xu Jiayu (52.45) Yan Zibei (57.96) Zhang Yufei (55.32) Yang Junxuan (52.68) | 1er octobre 2020 | Qingdao, Chine |

Les records suivants ont été établis pendant la compétition :
| Date       | Tour    | Noms                                                                                | Nationalité     | Temps   | Record |
| ---------- | ------- | ----------------------------------------------------------------------------------- | --------------- | ------- | ------ |
| 29 juillet | Série 1 | Kathleen Dawson (58.50) Adam Peaty (57.08) James Guy (50.58) Freya Anderson (52.59) | Grande-Bretagne | 3:38.75 | OR     |
| 31 juillet | Finale  | Kathleen Dawson (58.80) Adam Peaty (56.78) James Guy (50.00) Anna Hopkin (52.00)    | Grande-Bretagne | 3:37.58 | WR     |

## Programme
L'épreuve de relais 4 x 100 m 4 nages se déroule sur deux jours selon le programme suivant :
Tous les horaires correspondent à l'UTC+9
| Date                   | Horaire | Manche |
| ---------------------- | ------- | ------ |
| Jeudi 29 juillet 2021  | 20 h 21 | Séries |
| Samedi 31 juillet 2021 | 11 h 43 | Finale |

## Médaillés
| Or                                                                              | Argent                                            | Bronze |
| Grande-Bretagne Kathleen Dawson Adam Peaty James Guy Anna Hopkin Freya Anderson | Chine Xu Jiayu Yan Zibei Zhang Yufei Yang Junxuan | Australie Kaylee McKeown Zac Stubblety-Cook Matthew Temple Emma McKeon Isaac Cooper Brianna Throssell Bronte Campbell |

## Résultats

### Séries
Les huit meilleures équipes se qualifient pour les demi-finales.
| Rang | Série | Ligne | Équipe          | Nageurs | Temps   | Remarques |
| ---- | ----- | ----- | --------------- | --- | ------- | --------- |
| 1    | 1     | 4     | Grande-Bretagne | Kathleen Dawson (58.50) Adam Peaty (57.08) James Guy (50.58) Freya Anderson (52.59)                            | 3:38.75 | Q, OR, AR |
| 2    | 1     | 5     | États-Unis      | Regan Smith (57.64) Andrew Wilson (59.09) Tom Shields (50.87) Abbey Weitzeil (53.42)                           | 3:41.02 | Q         |
| 3    | 2     | 4     | Chine           | Xu Jiayu (52.67) Yan Zibei (58.61) Zhang Yufei (57.37) Yang Junxuan (53.64)                                    | 3:42.29 | Q         |
| 4    | 2     | 5     | Australie       | Isaac Cooper (53.55) Zac Stubblety-Cook (58.80) Brianna Throssell (57.62) Bronte Campbell (52.38)              | 3:42.35 | Q         |
| 5    | 2     | 6     | Italie          | Simone Sabbioni (53.96) Nicolò Martinenghi (58.38) Elena Di Liddo (57.29) Federica Pellegrini (53.02)          | 3:42.65 | Q         |
| 6    | 1     | 3     | Pays-Bas        | Kira Toussaint (1:00.12) Arno Kamminga (58.15) Nyls Korstanje (51.86) Ranomi Kromowidjojo (53.12)              | 3:43.25 | Q         |
| 7    | 2     | 3     | ROC             | Grigory Tarasevich (52.99) Kirill Prigoda (59.33) Arina Surkova (57.47) Maria Kameneva (53.94)                 | 3:43.73 | Q         |
| 8    | 2     | 8     | Israël          | Anastasia Gorbenko (59.59) Itay Goldfaden (59.65) Gal Cohen Groumi (51.06) Andrea Murez (53.64)                | 3:43.94 | Q, NR     |
| 9    | 2     | 2     | Japon           | Anna Konishi (59.58) Shoma Sato (59.84) Katsuhiro Matsumoto (50.95) Rikako Ikee (53.78)                        | 3:44.15 |           |
| 10   | 1     | 2     | Allemagne       | Marek Ulrich (53.82) Fabian Schwingenschlögl (58.35) Lisa Höpink (58.06) Annika Bruhn (53.96)                  | 3:44.19 |           |
| 11   | 2     | 7     | Grèce           | Apostolos Christou (53.18) Konstadinos Meretsolias (1:00.10) Anna Ntountounaki (57.08) Theodora Drakou (54.41) | 3:44.77 | NR        |
| 12   | 2     | 1     | Biélorussie     | Mikita Tsmyh (54.88) Ilya Shymanovich (58.85) Anastasiya Kuliashova (58.12) Anastasiya Shkurdai (54.50)        | 3:46.35 |           |
| 13   | 1     | 6     | Canada          | Javier Acevedo (54.31) Gabe Mastromatteo (59.91) Katerine Savard (57.97) Rebecca Smith (54.35)                 | 3:46.54 |           |
| 14   | 1     | 7     | Brésil          | Guilherme Basseto (54.03) Felipe Lima (59.68) Giovanna Diamante (58.26) Stephanie Balduccini (54.77)           | 3:46.74 |           |
| 15   | 1     | 8     | Hongrie         | Benedek Kovács (53.76) Petra Halmai (1:08.11) Richárd Márton (51.49) Fanni Gyurinovics (53.79)                 | 3:47.15 | NR        |
|      | 1     | 1     | Pologne         | Paulina Peda (1:00.83) Jan Kozakiewicz (59.28) Jakub Majerski Kornelia Fiedkiewicz                             | DSQ     |           |

### Finale
La Grande-Bretagne a remporté la finale du relais 4 x 100 m 4 nages en battant le record du monde.
| Rang | Ligne | Pays            | Nageurs                                                                                             | Temps   | Remarques |
| ---- | ----- | --------------- | --------------------------------------------------------------------------------------------------- | ------- | --------- |
| 1    | 4     | Grande-Bretagne | Kathleen Dawson (58.80) Adam Peaty (56.78) James Guy (50.00) Anna Hopkin (52.00)                    | 3:37.58 | WR        |
| 2    | 3     | Chine           | Xu Jiayu (52.56) Yan Zibei (58.11) Zhang Yufei (55.48) Yang Junxuan (52.71)                         | 3:38.86 |           |
| 3    | 6     | Australie       | Kaylee McKeown (58.14) Zac Stubblety-Cook (58.82) Matthew Temple (50.26) Emma McKeon (51.73)        | 3:38.95 |           |
| 4    | 2     | Italie          | Thomas Ceccon (52.23) Nicolò Martinenghi (57.73) Elena Di Liddo (56.62) Federica Pellegrini (52.70) | 3:39.28 | NR        |
| 5    | 5     | États-Unis      | Ryan Murphy (52.23) Lydia Jacoby (1:05.09) Torri Huske (56.27) Caeleb Dressel (46.99)               | 3:40.58 |           |
| 6    | 7     | Pays-Bas        | Kira Toussaint (59.45) Arno Kamminga (57.89) Nyls Korstanje (51.34) Femke Heemskerk (52.57)         | 3:41.25 | NR        |
| 7    | 1     | ROC             | Evgeny Rylov (52.79) Kirill Prigoda (59.15) Svetlana Chimrova (56.95) Maria Kameneva (53.56)        | 3:42.45 |           |
| 8    | 8     | Israël          | Anastasia Gorbenko (59.55) Itay Goldfaden (59.86) Gal Cohen Groumi (51.58) Andrea Murez (53.78)     | 3:44.77 |           |